# Dan Osman
Dan Osman (ur. 11 lutego 1963, zm. 23 listopada 1998) – Amerykanin, miłośnik sportów ekstremalnych, w szczególności wspinaczki. Specjalizował się w przechodzeniu trudnych dróg wspinaczkowych bez jakiejkolwiek asekuracji, jak i w długich lotach na linie (jego najdłuższy lot to ponad 300 metrów). Pojawiał się w wielu filmach związanych ze wspinaczką. Miał jedną córkę.
Zmarł 23 listopada 1998 roku, mając 35 lat, podczas lotu na linie (lina uległa stopieniu na skutek tarcia). Przyczyny wypadku badał Chris Harmston, szef działu kontroli jakości w firmie Black Diamond.
Po jego śmierci wyemitowano 10-minutową kompilację najlepszych przejść jako zakończenie V odcinka serii Masters of Stone.